# Jesper Nelin
Jesper Nelin (Värnamo, 3 oktober 1992) is een Zweeds biatleet. Hij vertegenwoordigde hij zijn land op de Olympische Winterspelen 2018 in Pyeongchang, waar hij goud veroverde in de 4×7,5 km estafette, en op de Olympische Winterspelen 2022 in Peking. 

## Carrière
Nelin maakte zijn debuut op het hoogste niveau op 11 december 2015 met een 65 plaats in de sprint in Hochfilzen. Zijn eerste wereldbekerpunten behaalde hij op de 10 km sprint op de Wereldkampioenschappen biatlon 2016 in Oslo-Holmenkollen met een 31ste plaats. Op 7 januari behaalde Nelin zijn eerste wereldbeker overwinning samen met Martin Ponsiluoma, Sebastian Samuelsson en Fredrik Lindström op de 4×7,5 km estafette in Oberhof. 
Nelin behaalde zijn grootste succes op de  Olympische Winterspelen 2018 in Pyeongchang met het winnen van olympisch goud op de 4×7,5 km estafette als deel van het Zweedse team samen met Peppe Femling, Sebastian Samuelsson en Fredrik Lindström.
Op de Europese kampioenschappen biatlon 2019 in Minsk veroverde Nelin een zilver medaille in de sprint en de sigle gemende estafette samen met Anna Magnusson.
Als deel van het Zweedse team, samen met Peppe Femling, Martin Ponsiluoma en Sebastian Samuelsson, behaalde Nelin zilver op de Wereldkampioenschappen biatlon 2021 in Pokljuka op de 4×7,5 km estafette. Twee jaar later veroverde hetzelfde viertal een bronzen medaille in de estafette op de Wereldkampioenschappen biatlon 2023 in Oberhof. Hij eindigde het seizoen 2022/2023 op een 15de plaats in de wereldbekerstand.  

## Resultaten

### Olympische Winterspelen
| Jaar | Plaats      | Onderdeel   | Onderdeel | Onderdeel     | Onderdeel  | Onderdeel | Onderdeel          |
| Jaar | Plaats      | Individueel | Sprint    | Achtervolging | Massastart | Estafette | Gemengde estafette |
| ---- | ----------- | ----------- | --------- | ------------- | ---------- | --------- | ------------------ |
| 2018 | Pyeongchang | 24e         | 30e       | 18e           | 9e         | ↑         | 11e                |
| 2022 | Peking      | 64e         | 55e       | 31e           | –          | 5e        | –                  |

### Wereldkampioenschappen
| Jaar | Plaats        | Onderdeel   | Onderdeel | Onderdeel     | Onderdeel  | Onderdeel | Onderdeel          | Onderdeel                 |
| Jaar | Plaats        | Individueel | Sprint    | Achtervolging | Massastart | Estafette | Gemengde estafette | Single gemengde estafette |
| ---- | ------------- | ----------- | --------- | ------------- | ---------- | --------- | ------------------ | ------------------------- |
| 2016 | Oslo          | 54e         | 31e       | 38e           | —          | 7e        | 12e                |                           |
| 2017 | Hochfilzen    | 54e         | 59e       | 44e           | —          | 11e       | 6e                 |                           |
| 2019 | Östersund     | 28e         | 41e       | 33e           | —          | 7e        | 5e                 | —                         |
| 2020 | Rasen-Antholz | 42e         | 19e       | 11e           | 19e        | 10e       | —                  | —                         |
| 2021 | Pokljuka      | 82e         | 17e       | 28e           | 27e        | Zilver    | –                  | –                         |
| 2023 | Oberhof       | 22e         | 45e       | 23e           | 16e        | Brons     | –                  | –                         |

### Wereldbeker
Eindklasseringen
| Seizoen   | Algemeen | Individueel | Sprint | Achtervolging | Massastart |
| --------- | -------- | ----------- | ------ | ------------- | ---------- |
| 2015/2016 | 61e      | –           | 53e    | 64e           | –          |
| 2016/2017 | 89e      | –           | –      | 68e           | –          |
| 2017/2018 | 40e      | –           | 34e    | 42e           | 38e        |
| 2018/2019 | 40e      | 26e         | 45e    | 35e           | 43e        |
| 2019/2020 | 31e      | –           | 30e    | 30e           | 26e        |
| 2020/2021 | 27e      | 53e         | 27e    | 25e           | 36e        |
| 2021/2022 | 54e      | 24e         | 55e    | 63e           | –          |
| 2022/2023 | 15e      | 14e         | 17e    | 19e           | 18e        |

Wereldbekerzeges
| Nr.       | Datum            | Plaats     | Onderdeel          |
| Estafette | Estafette        | Estafette  | Estafette          |
| --------- | ---------------- | ---------- | ------------------ |
| 1.        | 7 januari 2018   | Oberhof    | 4×7,5 km estafette |
| 2.        | 13 december 2020 | Hochfilzen | 4×7,5 km estafette |